# Rafał Gan-Ganowicz
Rafał Gan-Ganowicz (n. 23 aprilie 1932, Varșovia, Polonia – d. 22 noiembrie 2002, Lublin, Polonia) a fost un soldat polonez în exil, mercenar, jurnalist, membru al Consiliului Național al Republicii Polone⁠(d) și activist anticomunist.

## Biografie
Rafał Gan-Ganowicz s-a născut în Wawer-Varșovia la 23 aprilie 1932. Familia sa provine din tătari stabiliți în Uniunea statală polono-lituaniană în secolul al XVI-lea. Tatăl său a fost membru al Legiunii străine pentru o perioadă, iar apoi a călătorit în America de Sud, unde a investit atât într-o plantație de arbori de cauciuc în Brazilia, cât și în mine de aur în Argentina. Mama sa a fost ucisă în septembrie 1939, în primele zile ale invaziei naziste. După această întâmplare, Rafał și tatăl său s-au mutat în districtul Żoliborz⁠(d) din capitală. Cei doi au locuit acolo până la revolta din Varșovia din august 1944. Tatăl său a decis să participe la revoltă și l-a ascuns într-o pivniță alături de alți civili. Acesta și-a pierdut viața, iar Rafał a rămas orfan la vârsta de 12 ani.
Orfan în Polonia postbelică, Gan-Ganowicz a simțit pe propria piele ocupația sovietică. Abuzurile săvârșite de trupele sovietice asupra polonezilor, jafurile comise de soldați și distrugerea bunurilor personale ale populației civile au contribuit la dezvoltarea sentimentului anticomunist. Un eveniment particular care l-a marcat a fost mutilarea unuia dintre prietenii săi în timpul revoltei din Varșovia, acesta fiind aruncat pe scări și numit „bandit” de către un oficial comunist.
În jurul anului 1948, acesta s-a alăturat unei mișcări de rezistență anticomuniste formată din tineri, care a protestat și organizat campanii împotriva noii Republici Populare Polone și a sovieticilor. Aceștia distrugeau afișele propagandistice ale comuniștilor, creau graffiti anticomuniste și publicau, respectiv distribuiau pliante critice la adresa guvernului. La un moment dat, mișcarea a reușit să fure armele unor polițiști. În iunie 1950, poliția secretă⁠(d) a început să aresteze toți membrii suspectați de activități antiguvernamentale, iar Rafał a fost informat de un prieten că urmează să fie arestat. Îngrijorat că va fi supus torturii pentru a-i denunța pe ceilalți membri ai grupului, s-a urcat într-un tren sovietic cu destinația Berlin și s-a ascuns în trenul de rulare.

## Europa de Vest șiGarda poloneză
Odată ajuns în Berlin, Gan-Ganowicz a hoinărit prin oraș până a găsit partea de vest a capitalei. În cele din urmă, s-a predat autorităților americane și i s-a acordat azil politic datorită activităților sale desfășurate în Polonia. Asemenea multor refugiați polonezi, acesta a devenit membru al Gărzii poloneze. Acesta era o unitate militară a armatei Statelor Unite înființată în colaborare cu guvernul polonez în exil în vederea îndeplinirii unor sarcini de securitate, tehnice și de transport. A devenit parașutist și a primit gradul desublocotenent, bereta fiind-i dăruită de generalul Władysław Anders.
Nemulțumit de faptul că trebuie să-și desfășoare activitățile militare în Germania, țară vinovată de invadarea Poloniei, acesta a solicitat să fie transferat în Franța. Gan-Ganowicz spera ca unitatea sa militară să acționeze ca un comando în timpul unei operațiuni NATO de invadare a Europei de Est în primele zile ale Războiului Rece și să fie parașutat în spatele liniilor inamice în Polonia. A fost dezamăgit că acest lucru nu s-a întâmplat și și-a petrecut o mare parte din timp asigurând paza și patrulând. După activitățile desfășurate în cadrul Gărzii poloneze, a devenit profesor într-o școală pentru refugiații polonezi din Paris.

## Mercenar
În timp ce locuia în Paris, Rafał, conștient că are statut de refugiat politic și nu economic, a decis să lupte împotriva comunismului în loc să-și construiască o nouă viață în vestul Europei.

### Congo
În anii 1960, acesta a auzit știri despre criza congoleză. Noul prim-ministru, Moïse Tshombe⁠(d), revenit din Spania după o perioadă în exil, a preluat puterea și a început să lupte împotriva rebelilor Simba⁠(d), un grup marxist și naționalist susținut de Uniunea Sovietică, China și Cuba. Revolta a devenit o bătălie importantă în Războiul Rece, iar Tshombe a cerut ajutor atât statelor occidentale, cât și mercenarilor europeni. Rafał s-a prezentat la Ambasada statului Congo în Bruxelles și s-a oferit voluntar să lupte, motivat de puternicele sale convingeri anticomuniste.
În 1965, s-a înrolat pentru a lupta împotriva unei insurgențe sprijinite de sovietici în timpul crizei din Congo. Acolo a comandat propriul său batalion, format inclusiv din soldați polonezi.

### Yemen
În 1967, Gan-Ganowicz a călătorit în Yemen la cererea regelui Arabiei Saudite pentru a antrena triburile locale să lupte împotriva rebelilor comuniști sprijiniți de URSS în războiul civil din Yemen⁠(d). Principalele sale realizări au inclus doborârea unei aeronave MiG pilotate de unul dintre liderii armatei sovietice, eliminarea unui convoi de tancuri într-o ambuscadă și distrugerea ambasadei Uniunii Sovietice.

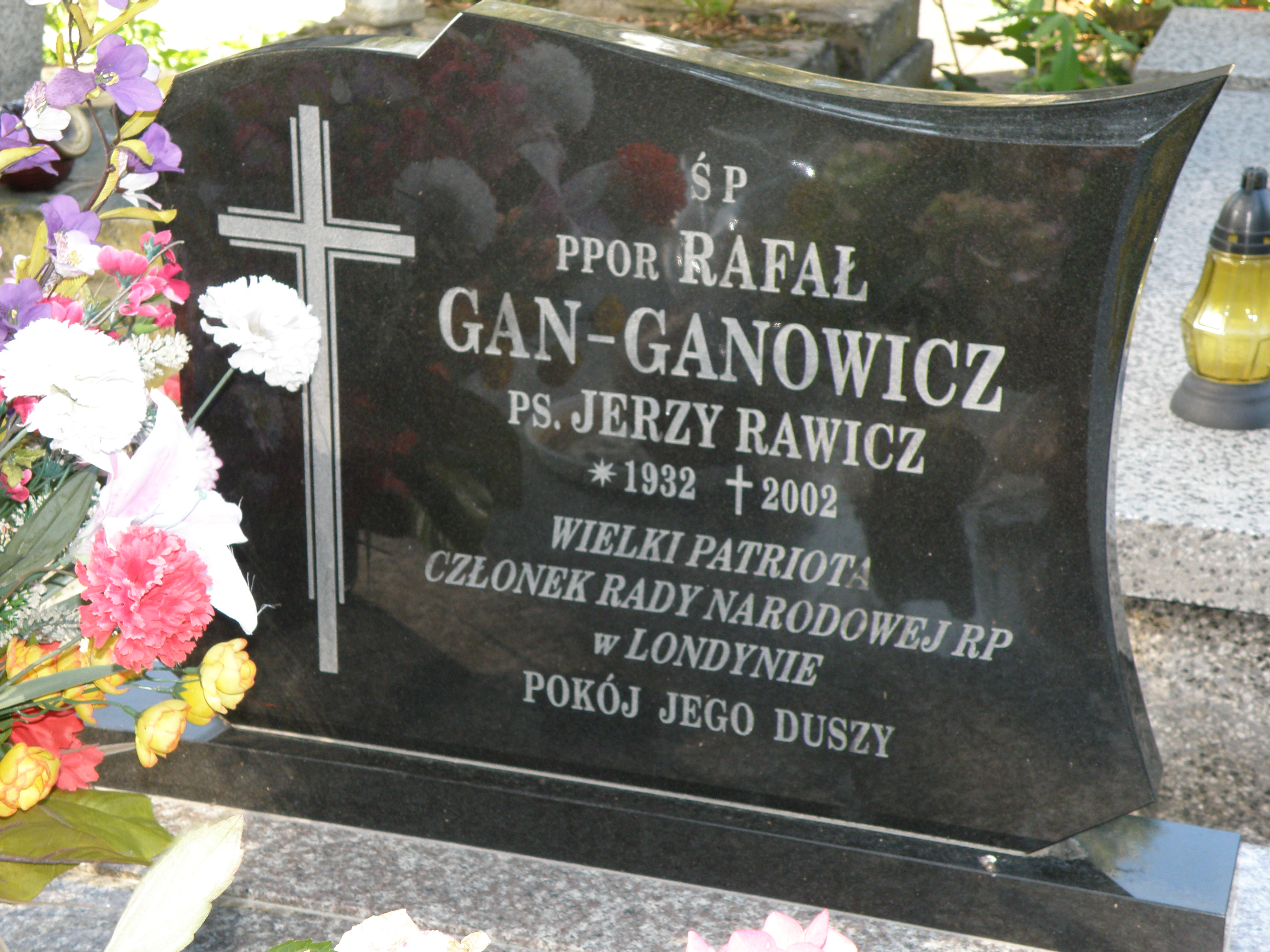
Mormântul lui Gan-Ganowicz în Lublin.

## Moartea
La 11 noiembrie 1989, a fost numit membru al Consiliului Național al Republicii Polone din Franța în al optulea mandat (1989-1991) de către președintele guvernului polonez în exil Ryszard Kaczorowski⁠(d).
A murit de cancer pulmonar pe 22 noiembrie 2002 la vârsta de 70 de ani. Înmormântarea a avut loc pe 26 noiembrie 2002 la Lublin. A fost înmormântat în cimitirul din Kalinowszczyzna.
În 2007, Ganowicz a fost distins postum cu Ordinul Polonia Restituta „pentru contribuțiile remarcabile la promovarea schimbărilor democratice în Polonia, pentru realizări în domeniul asistenței profesionale și sociale întreprinse în folosul țării”.